# Zapasy na Letnich Igrzyskach Olimpijskich 1964 – kategoria ponad 97 kg w stylu klasycznym
Zmagania mężczyzn ponad 97 kg to jedna z ośmiu męskich konkurencji w zapasach w stylu klasycznym rozgrywanych podczas Letnich Igrzysk Olimpijskich 1964. Pojedynki w tej kategorii wagowej odbyły się w dniach 16 – 19 października.
Punktacja opierała się na systemie "złych punktów karnych". Zwycięzca otrzymywał zero punktów za wygraną przez "tusz" (łopatki), a jeden punkt za wygraną na punkty. Dwa punkty przyznawano zawodnikom za remis. Za porażkę na punkty zawodnik otrzymywał trzy punkty, a za przegraną na łopatki przyznawano 4 punkty karne. Uzyskanie sześciu lub więcej punktów eliminowało zapaśnika z turnieju. Najlepsza trójka walczyła w rundzie finałowej. 

## Klasyfikacja[1]
| Pozycja | Nazwisko           | Kraj              |
| ------- | ------------------ | ----------------- |
| 1       | István Kozma       | Węgry             |
| 2       | Anatolij Roszczin  | ZSRR              |
| 3       | Wilfried Dietrich  | Niemcy            |
| 4       | Petr Kment         | Czechosłowacja    |
| 5       | Ragnar Svensson    | Szwecja           |
| 6       | Bob Pickens        | Stany Zjednoczone |
| 7       | Radosław Kasabow   | Bułgaria          |
| 7       | Tsuneharu Sugiyama | Japonia           |
| 9       | Ștefan Stîngu      | Rumunia           |
| 10      | Hamit Kaplan       | Turcja            |
| 11      | Taisto Kangasniemi | Finlandia         |

## Wyniki

### Pierwsza runda[2]
| Zwycięzca         | Punkty karne | Wynik     | Przegrany          | Punkty karne |
| ----------------- | ------------ | --------- | ------------------ | ------------ |
| Ștefan Stîngu     | 2            | Remis     | Radosław Kasabow   | 2            |
| Ragnar Svensson   | 1            | Na punkty | Bob Pickens        | 3            |
| Anatolij Roszczin | 0            | Łopatki   | Taisto Kangasniemi | 4            |
| Petr Kment        | 1            | Na punkty | Hamit Kaplan       | 3            |
| István Kozma      | 0            | Łopatki   | Tsuneharu Sugiyama | 4            |
| Wilfried Dietrich | 0            | Bez walki |                    |              |

### Druga runda[3]
| Zwycięzca          | Punkty karne | Wynik       | Przegrany          | Punkty karne |
| ------------------ | ------------ | ----------- | ------------------ | ------------ |
| Wilfried Dietrich  | 1            | Na punkty   | Radosław Kasabow   | 5            |
| Bob Pickens        | 3            | Łopatki     | Taisto Kangasniemi | 8            |
| Ragnar Svensson    | 2            | Na punkty   | Ștefan Stîngu      | 5            |
| Anatolij Roszczin  | 1            | Na punkty   | Petr Kment         | 4            |
| István Kozma       | 0            | Wycofał się | Hamit Kaplan       | 7            |
| Tsuneharu Sugiyama | 4            | Bez walki   |                    |              |

### Trzecia runda[4]
| Zwycięzca         | Punkty karne | Wynik     | Przegrany          | Punkty karne |
| ----------------- | ------------ | --------- | ------------------ | ------------ |
| Wilfried Dietrich | 1            | Łopatki   | Tsuneharu Sugiyama | 8            |
| Ragnar Svensson   | 3            | Na punkty | Radosław Kasabow   | 8            |
| Anatolij Roszczin | 1            | Łopatki   | Ștefan Stîngu      | 9            |
| Petr Kment        | 4            | Łopatki   | Bob Pickens        | 7            |
| István Kozma      | 0            | Bez walki |                    |              |

### Czwarta runda[5]
| Zwycięzca         | Punkty karne | Wynik     | Przegrany         | Punkty karne |
| ----------------- | ------------ | --------- | ----------------- | ------------ |
| István Kozma      | 1            | Na punkty | Wilfried Dietrich | 4            |
| Anatolij Roszczin | 2            | Na punkty | Ragnar Svensson   | 6            |
| Petr Kment        | 4            | Bez walki |                   |              |

### Piąta runda[6]
| Zwycięzca         | Punkty karne | Wynik     | Przegrany         | Punkty karne |
| ----------------- | ------------ | --------- | ----------------- | ------------ |
| István Kozma      | 1            | Łopatki   | Petr Kment        | 8            |
| Anatolij Roszczin | 3            | Na punkty | Wilfried Dietrich | 7            |

### Runda finałowa[7]
| Zwycięzca    | Wynik | Przegrany         |
| ------------ | ----- | ----------------- |
| István Kozma | Remis | Anatolij Roszczin |